# Baptisterium (Padua)

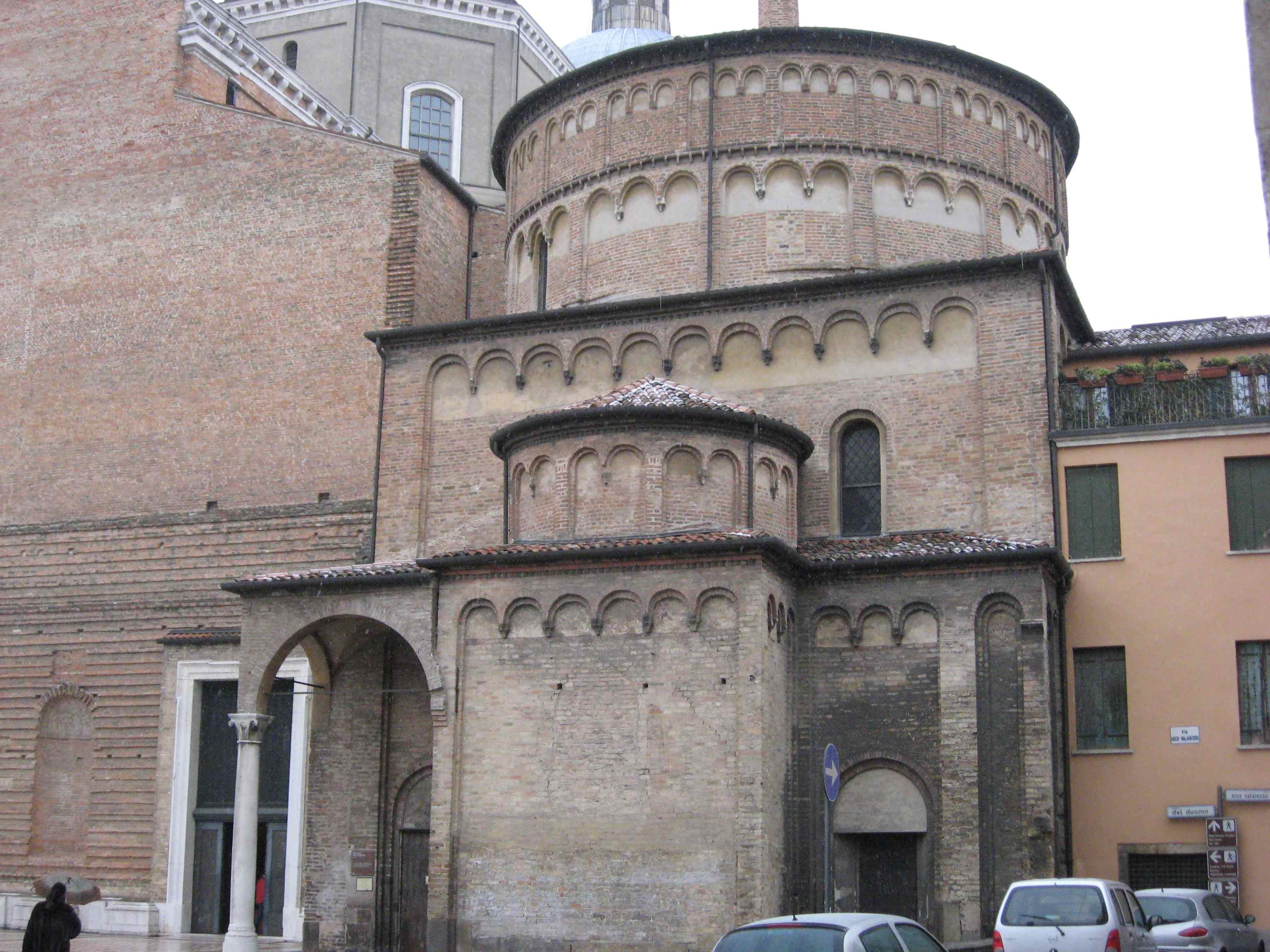
Baptisterium am Dom von Padua

Das Baptisterium in Padua ist die Taufkapelle der Kathedrale von Padua. Der erste Bau wurde Ende des 12. Jahrhunderts errichtet; in der heutigen Form entstand das Baptisterium von 1260 bis zur Weihe 1281. Einzigartig ist der vollständig erhaltene Freskenzyklus, den Giusto de’ Menabuoi von 1375 bis 1378 schuf.

## Bau
Das Baptisterium besteht aus einem würfelförmigen Unterbau und einer aufgesetzten Rotunde mit Flachkuppel. Nach Osten, zum Domplatz, weist die flach geschlossene Apsis, die ihrerseits eine kleine Kuppel trägt. Mehrere Reihen von Bogenfriesen mit Lisenen gliedern die Wandflächen.

## Fresken

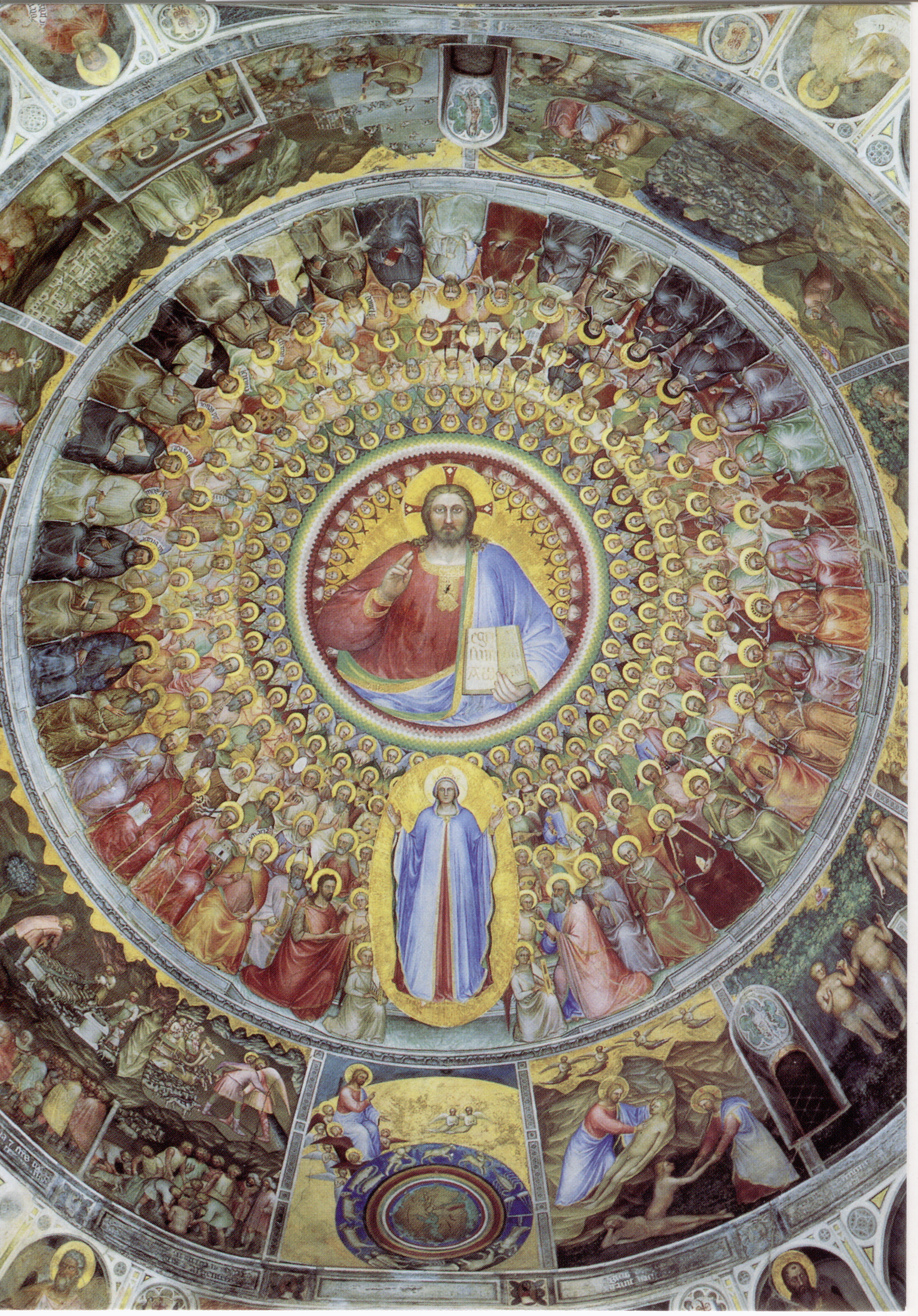
Kuppelfresko

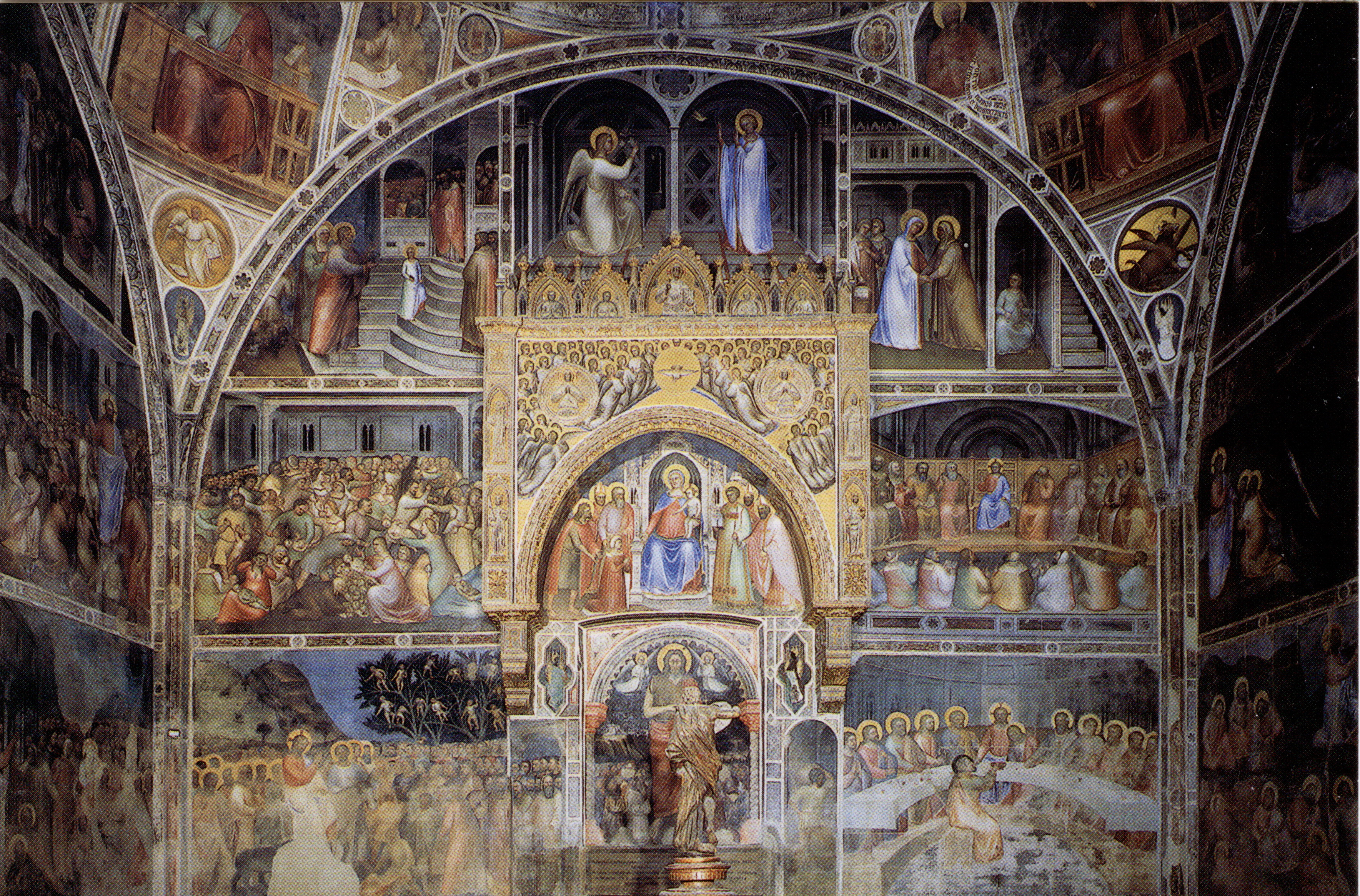
Wandfresken

Die Menabuoi-Fresken, einer der bedeutendsten und besterhaltenen Gemäldezyklen des 14. Jahrhunderts, wurden unter der Signoria der Carraresi von Francesco I. da Carrara und seiner Frau Fina Buzzaccarini in Auftrag gegeben. Die gut hundert Bildfelder bedecken sämtliche Wandflächen und die Kuppel. Illustriert sind Szenen aus dem Evangelium, das erste und das letzte Buch der Bibel sowie das Leben Johannes des Täufers, des Patrons aller Baptisterien. Das Kuppelfresko zeigt Christus als Pantokrator, umringt von den Scharen der Engel und Vollendeten.